# 173 aC
El 173 aC va ser un any del calendari romà prejulià. Durant la República i l'Imperi Romà es coneixia com l'Any del Consolat d'Albí i Lenat o també any 581 Ab urbe condita o de la fundació de la ciutat). L'ús del nom «173 aC» per referir-se a aquest any es remunta a l'alta edat mitjana, quan el sistema Anno Domini va ser el mètode de numeració dels anys més comú a Europa.

## Esdeveniments

### Egipte Ptolemaic
- Ptolemeu VI Filomètor es casa amb la seva germana Cleòpatra II.[2]

### Imperi Selèucida
- Antíoc IV, rei selèucida, paga la resta de la indemnització de guerra que els romans havien imposat a Antíoc III en el Tractat d'Apamea (188 aC).[3]

### Imperi Part
- Puja al tron Mitridates I rei de Pàrtia, a la mort del seu pare Fraates I.[4]

### Antiga Roma
- Aquest any són elegits cònsols Luci Postumi Albí i Marc Popil·li Lenat.[5]
- Els dos cònsols tenen l'encàrrec de dirigir la guerra a Ligúria. Però prèviament el Senat envia Postumi Albí a la Campània per separar les terres de l'Estat (Ager publicus) de les terres dels particulars, i com que això l'ocupa fins finals d'estiu, ja no pot arribar a Ligúria. Estableix un dret de peatge als aliats per viatjar per territori romà[6] i restaura el festival de la Floràlia, que s'havia interromput uns anys abans.[7]
- Lenat marxa amb un exèrcit contra els estatiels, uns lígurs muntanyesos, als que derrota en una disputada batalla, i en fa gran mortaldat. Els supervivents es posen sota la clemència del general, però són venuts com a esclaus i les seves ciutats incendiades i destruïdes. El Senat, assabentat dels fets, desaprova aquests mètodes i decreta la restitució de la llibertat als lígurs, amb furioses protestes de Lenat, i en la mesura del possible també de les seves propietats.[8]

## Naixements
- Antíoc V Eupàtor, fill d'Antíoc IV Epífanes, rei selèucida (data aproximada).[9]

## Necrològiques
- Luci Corneli Lèntul, cònsol l'any 199 aC.[10]